# Pridvorci (Nevesinje)
Pour les articles homonymes, voir Pridvorci.
Pridvorci (en serbe cyrillique : Придворци) est un village de Bosnie-Herzégovine. Il est situé dans la municipalité de Nevesinje et dans la république serbe de Bosnie. Selon les premiers résultats du recensement bosnien de 2013, il compte 171 habitants.

## Démographie

### Évolution historique de la population dans la localité
| 1948 | 1953 | 1961 | 1971 | 1981 | 1991 | 2013 |
| ---- | ---- | ---- | ---- | ---- | ---- | ---- |
| -    | -    | 285  | 289  | 255  | 213, | 171  |

|  |

### Communauté locale
En 1991, la communauté locale de Pridvorci comptait 1 387 habitants, répartis de la manière suivante :